# Col·legi Cor de Maria (Lleida)
Col·legi Cor de Maria és un edifici de Lleida protegit com a bé cultural d'interès local i seu de la Casa Mare de la congregació religiosa de les Missioneres Esclaves de l'Immaculat Cor de Maria.

## Descripció
Edifici públic, en cantonera, inclòs al front urbà límit de la trama del nucli antic i eixample. Edifici remodelat que conserva part de la façana històrica, envoltant un gran pati d'accés amb alçades variables de planta baixa a quatre pisos. Repertori neoclàssic de columnes, capitells, rosetó. Paredat, obra de maó, pedra, arrebossats, rajola de Vendrell i teula àrab.

## Història
Està construït a sobre de les restes de la muralla i convent medieval dels antonians (segle XIV). Restaurat per "Regions Devastades" amb pèrdua de cúpula de remat i superposició d'una nova planta pis.